# Idestrup Sogn
Idestrup Sogn er et sogn i Falster Provsti (Lolland-Falsters Stift).
I 1800-tallet var Idestrup Sogn et selvstændigt pastorat. Det hørte til Falsters Sønder Herred i Maribo Amt. Idestrup sognekommune blev ved kommunalreformen i 1970 indlemmet i Sydfalster Kommune, der ved strukturreformen i 2007 indgik i Guldborgsund Kommune.
I Idestrup Sogn ligger Idestrup Kirke.
I sognet findes følgende autoriserede stednavne:
- Brændte Ege (ejerlav, landbrugsejendom)
- Bøtø Nor (areal, ejerlav)
- Elkenøre (bebyggelse, ejerlav)
- Hallerup (areal)
- Hillestrup (bebyggelse, ejerlav)
- Idestrup (bebyggelse, ejerlav)
- Kannikehusene (bebyggelse)
- Kringelborg (ejerlav, landbrugsejendom)
- Langø (areal, ejerlav)
- Lindeskov (areal, bebyggelse)
- Orupgård (ejerlav, landbrugsejendom)
- Orupgårdshuse (bebyggelse)
- Sildestrup (bebyggelse, ejerlav)
- Sildestrup Nor (bebyggelse)
- Sildestrup Strand (bebyggelse)
- Sønder Tåstrup (bebyggelse, ejerlav)
- Sønder Vedby (bebyggelse, ejerlav)
- Sønder Vedby Skovhuse (bebyggelse)
- Sønder Ørslev (bebyggelse, ejerlav)
- Tjæreby (bebyggelse, ejerlav)
- Tjæreby Tang (bebyggelse)
- Ulslev (bebyggelse, ejerlav)
- Ulslev Strandhuse (bebyggelse)